# Lebusa
Lebusa és un municipi alemany que pertany a l'estat de Brandenburg. Forma part de l'Amt Schlieben i comprèn els llogarets de Körba, Lebusa, Freileben i Striesa 